# نوئیکسوت (آلاسکا)
نوئیکسوت (به انگلیسی: Nuiqsut) شهری در بخش نورث اسلوپ ایالت آلاسکا است که جمعیت آن در سرشماری سال ۲۰۰۰ میلادی ۴۳۳ نفر بوده‌است.